# Isla Londonderry
La isla Londonderry forma parte del archipiélago de Tierra del Fuego ubicado en la región austral de Chile. Pertenece al sector que para su estudio se ha denominado como de las islas del S y SE.
Administrativamente pertenece a la Región de Magallanes y Antártica Chilena, Provincia Antártica Chilena, comuna Cabo de Hornos. La isla queda dentro del Parque Nacional Alberto de Agostini
Desde hace aproximadamente 6000 años hasta mitad del siglo XX sus costas fueron habitadas por los pueblos kawésqar y yagán. A comienzos del siglo XXI estos pueblos habían sido prácticamente extinguidos por la acción del hombre blanco.

## Historia
Debido a su carácter montañoso y accidentado y a la carencia de recursos, la isla ha estado deshabitada y solo de vez en cuando era recorrida por miembros de los pueblos kawesqar y yámana, pueblos que a mediados del siglo XIX prácticamente habían desaparecido por la acción del hombre blanco.
La isla queda en territorio kawésqar, pero era visitada frecuentemente por los indígenas yámanas quienes acudían a buscar en ella y otras islas cercanas la pirita de hierro, mineral con el que conseguían las chispas necesarias para encender fuego.
Forma parte del parque nacional Alberto de Agostini dependiente de la Corporación Nacional Forestal.
Durante los meses de febrero y marzo de 1830 el comandante Robert Fitzroy con el HMS Beagle estuvo fondeado en caleta Doris y en puerto March rebuscando una embarcación que le fue robada por los indígenas, aprovechó para trabajar en el levantamiento de la zona; Londonderry está ubicada entre ambos fondeaderos.

## Geografía
Tiene una orientación O-E con un largo de 25 millas en esa dirección y de 9 millas en su mayor ancho. Su costa es de contornos muy irregulares. En su periferia se forman muchas bahías y penínsulas que la hacen aparecer como un grupo de islas.
De relieve muy irregular, tiene montañas de hasta 731 metros de altura. En las montañas del sector occidental hay varios glaciares.
En su costa oriental se encuentra el seno Luisa que penetra 17 millas dentro de la isla. En su boca se encuentra, entre otras, la isla Cook de gran tamaño.
Por su lado norte corren los canales Ballenero y O'Brien, por el este el canal Thomson la separa de las islas Darwin, Thomson y Hoste, por el sur la baña las aguas del océano Pacífico y por el oeste el paso Adventure la separa de la isla Stewart.

### Clima
En el sector de la isla casi permanentemente cae copiosa lluvia y el cielo está nublado. El clima se considera de carácter marítimo, con temperaturas parejas durante todo el año. El viento predominante es del oeste y sopla casi en forma continua y sin interrupción.